# Tournoi de tennis de Poprad
Le Poprad-Tatry Challenger est un tournoi international de tennis masculin du circuit professionnel Challenger. Il a lieu tous les ans au mois de juin à Poprad, en Slovaquie. Il a été créé en 2015 et se joue sur terre battue en extérieur.
En 2019, le tournoi déménage au TK Slovan à Bratislava et devient le Bratislava Open.

## Palmarès messieurs

### Simple
| Année | Vainqueur           | Finaliste               | Score         |
| ----- | ------------------- | ----------------------- | ------------- |
| 2015  | Adam Pavlásek       | Hans Podlipnik-Castillo | 6-2, 3-6, 6-3 |
| 2016  | Horacio Zeballos    | Gerald Melzer           | 6-3, 6-4      |
| 2017  | Cedrik-Marcel Stebe | Laslo Djere             | 6-0, 6-3      |
| 2018  | Jozef Kovalík       | Arthur De Greef         | 6-4, 6-0      |

### Double
| Année | Vainqueurs                     | Finalistes                              | Score             |
| ----- | ------------------------------ | --------------------------------------- | ----------------- |
| 2015  | Roman Jebavý Jan Šátral        | Norbert Gombos Adam Pavlásek            | 6-2, 6-2          |
| 2016  | Ariel Behar Andrey Golubev     | Lukáš Dlouhý Andrej Martin              | 6-2, 5-7, [10-5]  |
| 2017  | Mateusz Kowalczyk Andreas Mies | Luca Margaroli Tristan-Samuel Weissborn | 6-3, 7-63         |
| 2018  | Tomislav Brkić Ante Pavić      | Nikola Čačić Luca Margaroli             | 6-3, 4-6, [16-14] |